# Clematis integrifolia
Clématite à feuilles entières, Clématite solitaire
Espèce
La Clématite à feuilles entières ou Clématite solitaire (Clematis integrifolia) est une espèce de plantes de la famille des Renonculacées.